# Jon Foo
Jonathan Patrick Foo (ur. 30 października 1982 w Londynie) – angielski aktor, mistrz sztuk walki oraz kaskader, chińskiego i irlandzkiego pochodzenia.

## Wcześniejsze życie
Jon Foo urodził się w Londynie, gdzie dorastał. Jego ojciec pochodzi z Singapuru i ćwiczy karate. Matka jest pochodzenia irlandzkiego i trenuje Judo. Jon ma trzy siostry, w tym dwie z poprzedniego małżeństwa jego ojca. Jego rodzice nieustannie przeprowadzali się gdy był mały. W wieku ośmiu lat zaczął ćwiczyć Kung Fu, jednak mając 15 lat zaczął trenować wushu w szkole sztuk walki Shichahai w Pekinie.
Obecnie mieszka w Los Angeles.

## Filmografia
- Życie, w przekładzie (2004) jako Brian
- Mit (2005) (kaskader)
- Batman: Początek (2005) jako Wojownik Ligi Cieni
- Jing mo gaa ting (2005) jako Sam Shan
- Tom-Yum-Goong (2005) jako wojownik wushu
- Universal Soldier III. Reaktywacja (2009) jako Uniwersalny Żołnierz
- Streetfighter: Legacy (2009) jako Ryu
- Tekken (2010) jako Jin Kazama
- Zemsta w Bangkoku (2011) jako Manil
- Untitled Dragon Ball Reboot (2012) jako Son Goku
- Dobry, zły i martwy (2015) jako oficer
- Swap (2016) jako Victor